# Dado Moroni

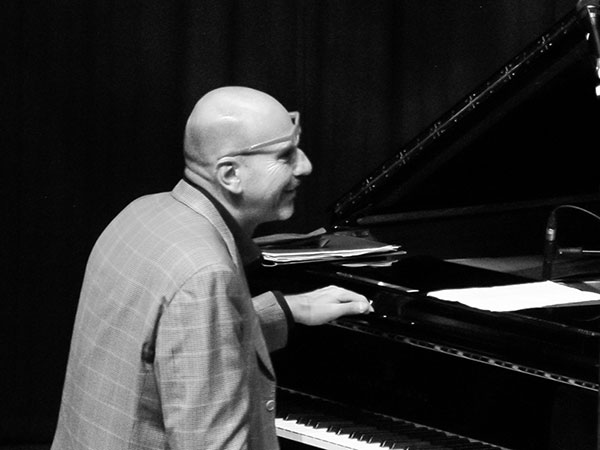
Dado Moroni

Edgardo "Dado" Moroni (Génova, 20 de octubre de 1962) es un pianista y compositor de jazz italiano.
Aprendió música de un modo autodidacta y empezó a tocar el piano con cuatro años de edad. De adolescente se dedicó profesionalmente a tocar y con 17 años grabó su primer álbum.
En los años ochenta trabajó sobre todo en Europa tocando en festivales y en clubes de jazz, entre ellos el Widder Bar de Zúrich, formando parte del trío de Jimmy Woode.  Se trasladó a los Estados Unidos en 1991, convirtiéndose en parte de la escena de jazz de Nueva York, y apareciendo regularmente en clubes prestigiosos de la ciudad como Blue Note, Birdland o Village Vanguard, así como grabando varios cedés.
Durante su carrera de 35 años Dado ha tocado con grandes figuras como Freddie Hubbard, Clark Terry, Zoot Sims, Harry Edison, Ray Brown, Ron Carter, Oscar Peterson, Ahmad Jamal, Hank Jones, Niels-Henning Ørsted Pedersen y Alvin Queen. Con 25 años de edad tuvo el honor  de participar como jurado en la prestigiosa Competición de Piano Internacional Thelonious Monje  de 1987.
Establecido en Italia, Dado continúa actuando en todo el mundo.  En 2007  ganó los Premios de Jazz italianos como Best Jazz Act. En 2009 fue nombrado el mejor pianista italiano de jazz en una votación patrocinada por la revista Musica Jazz. En 2010 fue nombrado Profesor de Piano de Jazz en el Conservatorio de Música Giuseppe Verdi de Turín, donde actualmente ejerce.
Está casado a Ada Toure.

## Discografía seleccionada
| Título                                                                                           | Año de publicación | Discográfica      |  |
| ------------------------------------------------------------------------------------------------ | ------------------ | ----------------- |  |
| Two for Duke (con Max Ionata, saxofón tenor)                                                     | 2012               | VIA VENETO JAZZ   |  |
| Quiet Yesterday (con Tom Harrell, trompeta y fliscorno)                                          | 2012               | Abeat Records     |  |
| Live in Beverly Hills (con Marco Panascia, bajo; Peter Erskine, batería)                         | 2011               | Resonance Records |  |
| Shapes (con Peter Washington, bajo; Enzo Zirilli, batería)                                       | 2010               | Jewl Records      |  |
| Kind Of Bill - Live At Casino Di San Remo (con Eddie Gómez, contrabajo y Joe LaBarbera, batería) | 2017               | BFM Jazz          |  |